# Therobia hervei
Therobia hervei là một loài ruồi trong họ Tachinidae.